# Paisaje agavero y antiguas instalaciones industriales de Tequila
El paisaje agavero y antiguas instalaciones industriales de Tequila, en México fue declarado como Patrimonio de la Humanidad por la UNESCO en el año 2006.
El lugar de una extensión de 38.658 hectáreas entre el volcán Tequila y el profundo valle del río Grande de Santiago, forma parte de un extenso paisaje de agaves azules, moldeado por el uso de la planta desde el siglo XVI. El paisaje contiene también instalaciones industriales que reflejan el crecimiento del consumo de tequila en los siglos XIX al XX. Actualmente, la cultura del agave está vista como parte de la identidad nacional mexicana.
El lugar incluye también el paisaje vivo y trabajado por la cultura del agave y los lugares urbanos de Tequila, magdalena,  Arenal y Amatitán con grandes fábricas donde la "piña" del agave es fermentada y destilada. El sitio es también un testigo de las culturas Teuchitlán que transformaron el área de Tequila de los años 200 a 900 después de Cristo, a través de la creación de terrazas para la agricultura, la vivienda, los templos, los montes ceremoniales y los campos para jugar a la pelota.
Dicho patrimonio se divide en 2 zonas núcleo, con diferente distinción:
- Zona núcleo 01: Valle de Tequila y Amatitán
- Zona núcleo 02: Zona arqueológica Los Guachimontones de Teuchitlán